# Hamadryas honorina
Hamadryas honorina är en fjärilsart som beskrevs av Hans Fruhstorfer 1916. Hamadryas honorina ingår i släktet Hamadryas och familjen praktfjärilar. Inga underarter finns listade i Catalogue of Life.